# Campanya del Sí
La Campanya del Sí és la campanya unitària a favor del «Sí» en el  referèndum sobre la independència de Catalunya de 2017. Va ser presentada el 3 d'agost de 2017 a Barcelona.
La campanya estava impulsada per l'Assemblea Nacional Catalana i incloïa Òmnium Cultural, l'Associació de Municipis per la Independència, el Partit Demòcrata Europeu Català, Esquerra Republicana de Catalunya, la Candidatura d'Unitat Popular, Demòcrates de Catalunya, Moviment d'Esquerres i Solidaritat Catalana per la Independència.
Va realitzar l'acte d'inici de campanya el 14 de setembre de 2017 al Tarraco Arena Plaça de Tarragona.